# Урсаево (Заинский район)
Урса́ево (также Елизаветино) — село в Заинском районе Татарстана, Россия. Образует Урсаевское сельское поселение. Состоит из 7 улиц.

## География
Расстояние до районного центра (город Заинск), находящегося севернее, составляет 27 км, до Альметьевска 20 км на юг, до Казани — 215 км на запад.
Село находится на обеих сторонах реки Лесной Зай. В окрестностях располагается лесной массив "Федотово".

## История
Село образовалось слиянием двух малых деревень, обустроенных на бывшем ногайском становище: чувашской деревни Туварма (в переводе «горная долина») и сельца Харитоновка, населённого кряшенами.В 50-х годах 18 века крестьян из соседней деревни Бусеряки помещик поселил за рекой Ирня, из-за чего улица носила название «Бусирецкий порядок». Топонимов названия «Урсаево» несколько: один из них в переводе с языка коренных жителей обозначает «русская мама», причиной его происхождения могло быть активное смешение коренного населения с переселенцами, пока окончательно село не обрусело. Но людей привлекают места до сих пор, и сейчас здесь проживают компактно представители 13 национальностей. 
В прошлом местные жители занимались возделыванием земли и скотоводством, а для помещика — бортничеством, охотой и рубкой леса. Были заняты кустарным ремеслом: драли мочалу, из которой, а также из пеньки, вили канаты; обжигали глиняную посуду. Из скал тесали строительный камень. Занимались часовым делом.  Развивалось гончарное и кузнечное ремесло. Была построена двухъярусная церковь — «нижний точен из камня, верхний с корабельного лесу». Были свои мельницы, как ветряная, так и водяная на русле Ирни. В данный момент в селе основным занятием является натуральное хозяйство: в окрестностях пасут табуны лошадей, отары овец, стада сельских коров. Жители работают в санатории, на нефтяных промыслах. Развит охотничий промысел: кабан, лось, заяц и другие.
Население участвовало в Пугачёвском восстании, выставив отряд в 500 человек со своим оружием, в связи с чем многих из жителей переселили в челябинские земли. Во второй половине 17 века жители принимали участие в строительстве и обслуживании Закамской оборонительной черты, но жили за её пределами в 5 километрах к югу, так как в ту пору являлись ещё язычниками.
Наиболее памятные места на территории Урсаевского поселения: Пугачёв вал, Крест на Шихан-горе, родники «Серебряный ключ» и «У Жёлоба», покинутые «Глиняные ямы», останки «Медного рудника», «Мельничка», «Шакирка». На территории Урсаевского поселения, близ села Ямаш нашли череп древнего медведя, часть которого находится в музее.
Недалеко от села добывается нефть и торф. 
В селе есть школа, дом культуры, библиотека, ФАП.

## Население
| 2012 | 2013 | 2014 | 2015 | 2016 | 2017 |
| ---- | ---- | ---- | ---- | ---- | ---- |
| 405  | ↘395 | ↘385 | ↘369 | ↘367 | ↘360 |

## Транспорт
Сообщение с соседними населёнными пунктами происходит по автомобильным дорогам. Ближайшая станция железной дороги находится в посёлке Русский Акташ. В 10 км к западу находится Альметьевское шоссе.